# Periscyphis rubroantennatus
Periscyphis rubroantennatus là một loài chân đều trong họ Eubelidae. Loài này được Ferrara miêu tả khoa học năm 1974.